# 薩尼斯勒烏鄉
47°38′N 22°20′E / 47.633°N 22.333°E
薩尼斯勒烏鄉（羅馬尼亞語：Comuna Sanislău, Satu Mare），是羅馬尼亞的鄉份，位於該國西北部，由薩圖馬雷縣負責管轄，面積75平方公里，海拔高度132米，2007年人口3,637，人口密度每平方公里49人。